# 13650 Perimedes
13650 Perimedes è un asteroide troiano di Giove del campo greco. Scoperto nel 1996, presenta un'orbita caratterizzata da un semiasse maggiore pari a 5,2130082 UA e da un'eccentricità di 0,0969548, inclinata di 10,71110° rispetto all'eclittica.
L'asteroide è dedicato a Perimede, il padre di Schedio, il capitano dei Focesi nella guerra di Troia.